# Via Francigena

Карта Via Francigena

Ві́а-Франчі́джена (італ. Via Francigena, дослівно Франкська або Франконська дорога) — середньовічний трансальпійський паломницький маршрут, що веде від Кентербері в Англії через Францію та Швейцарію до Рима в Італії, а відтак до Апулії, в якій знаходились порти, звідки відпливали кораблі у Святу Землю. По дорозі з Англії, Нижніх земель та Франції прямували до Риму, а з Італії — на північ. В Італії вона була відома як «Via Francigena» («дорога, що веде з Франції») або «Via Romea Francigena» («що веде з Франції до Риму»).  У середньовіччі це була важлива дорога та шлях паломництва для тих, хто бажав відвідати Святий Престол і гробниці апостолів Петра і Павла. Друга за популярністю після Шляху святого Якова паломницька дорога середньовічної Європи.
Перші свідчення про існування паломницького шляху з Італії до Франції та назад (лат. Iter Francorum) датуються 870-ми роками. Наприкінці X століття цією дорогою пройшов з Кентербері до Риму архієпископ Сігерік, який залишив детальний опис свого маршруту.
У класичному варіанті дорога проходила через Вітербо, Сієну, Лукку, Луніджану, Павію, Іврею, перевал Великий Сен-Бернар, Лозанну, Безансон, Реймс, Аррас, Теруанн і Кале, проте не виключалися й інші маршрути. Наприкінці XX століття європейські уряди почали вживати заходів для відродження пішого та велосипедного туризму по Via Francigena.

## Історія паломництва до Риму

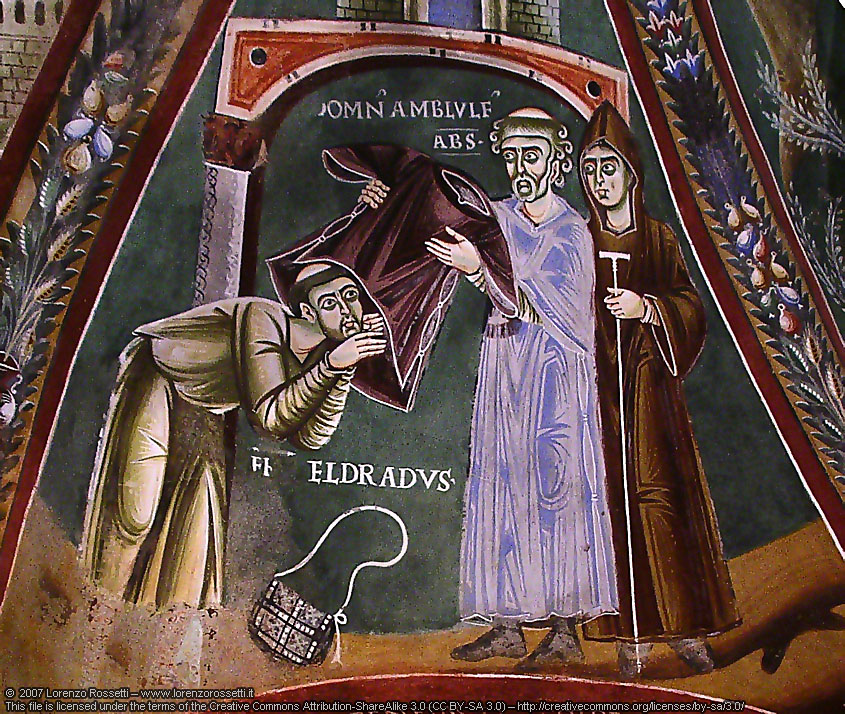
Святий Ельдрадо, після паломництва до Сантьяго, перетинаючи Альпи, залишає паломницьку палицю та сумку, щоб увійти до абатства Новалеса у альпійські долині Валь-ді-Суза на шляху Via Francigena. Фреска XI століття.

У середні віки Via Francigena була головним паломницьким шляхом, що вів до Риму з півночі. Маршрут спочатку згадувався як «Ломбардський шлях» і вперше отримав назву «Франкський шлях» (Iter Francorum) 725 року у описі подорожі до Риму Святого Віллібальда (Itinerarium sancti Willibaldi), єпископа Айхштетта з Баварії. Це була Via Francigena-Francisca в Італії та Бургундії, Chemin des Anglois у Франкському королівстві (після євангелізації Англії в 607 році), а також Chemin Romieu, дорога до Риму. Назва Via Francigena вперше згадується в творі Actum Clusio, створеному 876 року в абатстві Сан-Сальваторе в Монте-Аміата (Тоскана).

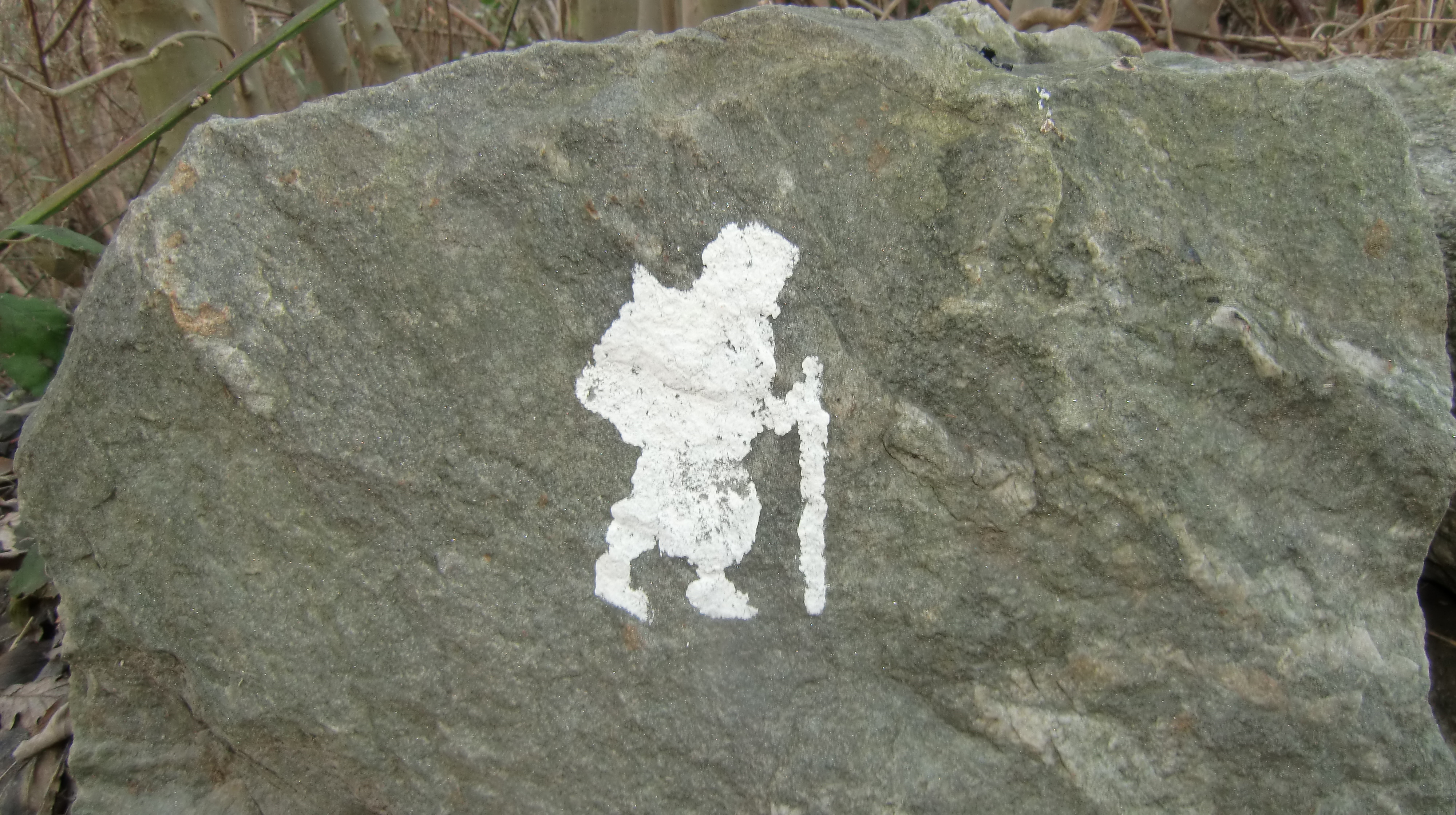
Знак, що позначає шлях поблизу Івреа, Італія

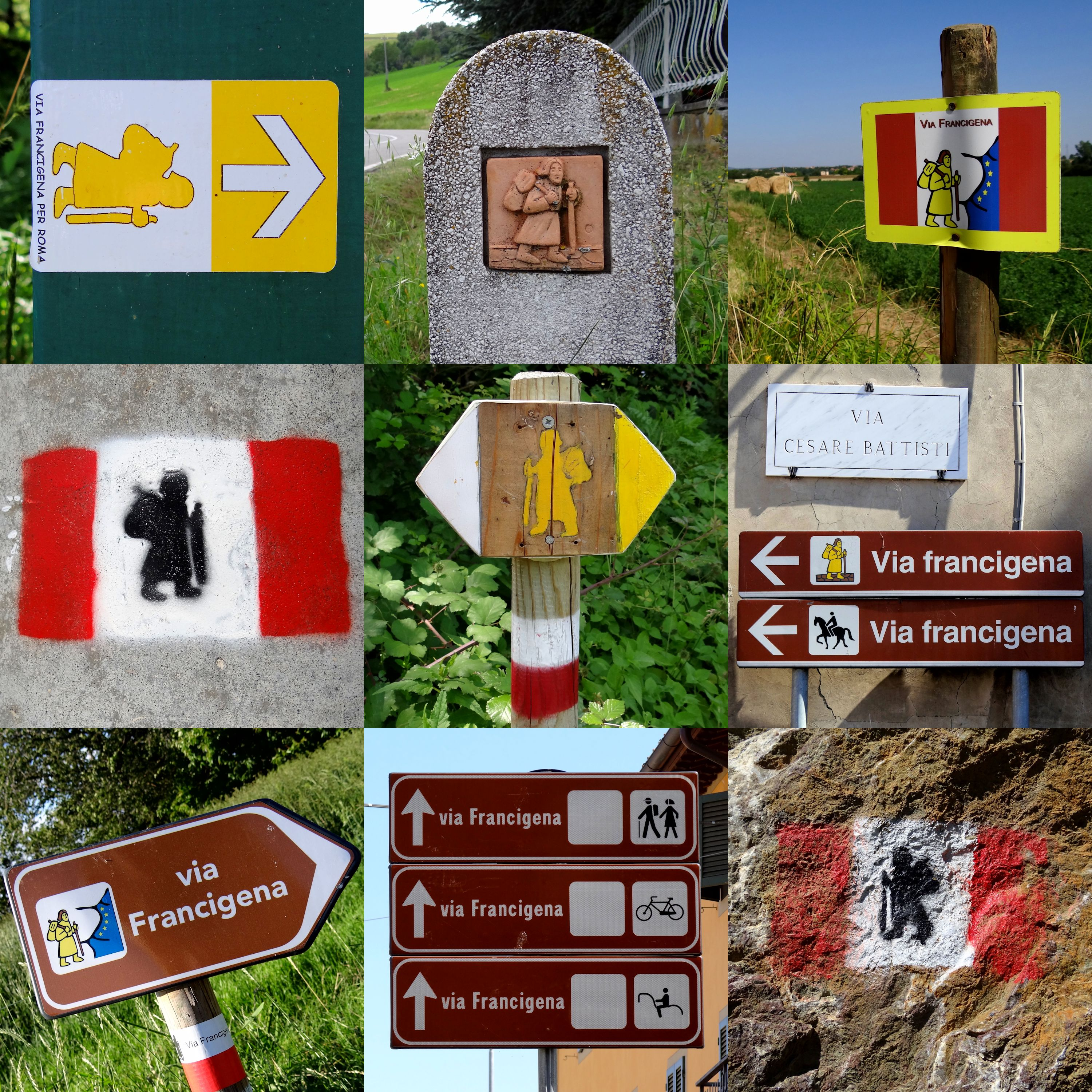
Різноманітні покажчики Via Francigena в Італії

Наприкінці X століття Сігерік, архієпископ Кентерберійський, скористався Віа Франчіджена для мандрівки до Рима для отримання свого єпископського паллія і наступного повернення в Кентербері в Англії. Він описав свій маршрут і зупинки на зворотному шляху, але в документі не зазначено, чи був цей маршрут тоді новим, а також чи здійснював Сігерік свою подорож пішки чи верхи.
Пізніші мандрівки маршрути до Риму включають ісландського мандрівника Ніколаса Бергссона (1154 р.) і французького короля Філіпа Августа (1191 р.). Дві дещо різні карти маршруту з'являються в рукописах Матвія Паріса Historia Anglorum з XIII століття.

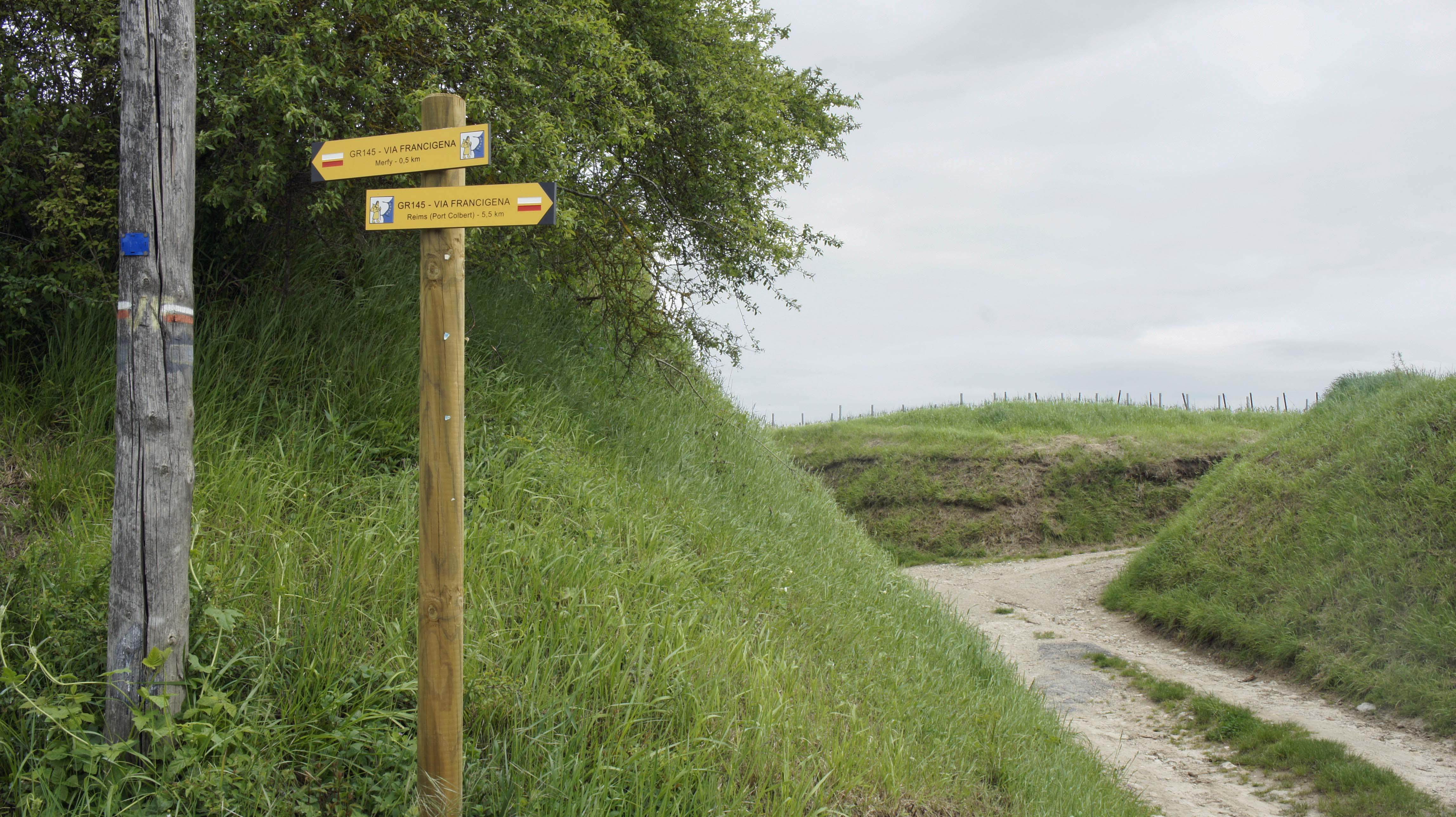
Via Francigena — у Франції маршрут Grande Randonnée номер GR145 — перетинає масив де Сен-Тьєррі, Шампань

Відомо, що валлійський король Родрі Мор у 880 році та його онук Гівел Дада у 945 році відвідали Рим наприкінці свого життя, але невідомо, чи пересувались вони по суші чи добирались по морю через Гібралтарську протоку. Бенедиктинець Вільгельм Сен-Тьєрі кілька разів користувався дорогами до Риму наприкінці XI століття. Зворотний шлях морем, імовірно, був легшим завдяки переважаючим південно-західним вітрам, тоді як плавання проти вітру до Середземного моря було справді дуже довгим.
Via Francigena не була єдиною дорогою, як класичні римські дороги, вимощені кам'яними блоками та забезпечені періодичними станціями зі зміною коней для офіційних мандрівників. Швидше, вона складалась з кількох можливих маршрутів, які змінювалися протягом століть, коли торгівля та паломництво активізувались чи слабшали. Залежно від пори року, політичної ситуації та відносної популярності тих чи інших святинь, розташованих уздовж маршруту, мандрівники могли скористатися будь-яким із трьох або чотирьох переходів через Альпи та Апенніни. Лангобарди фінансували утримання та безпеку ділянки дороги через свої території як торгового шляху з Риму на північ в обхід міст, що вони не контролювали, таких як Флоренція. На відміну від римських доріг, Via Francigena переважно сполучала не міста, а більше покладалася на абатства.

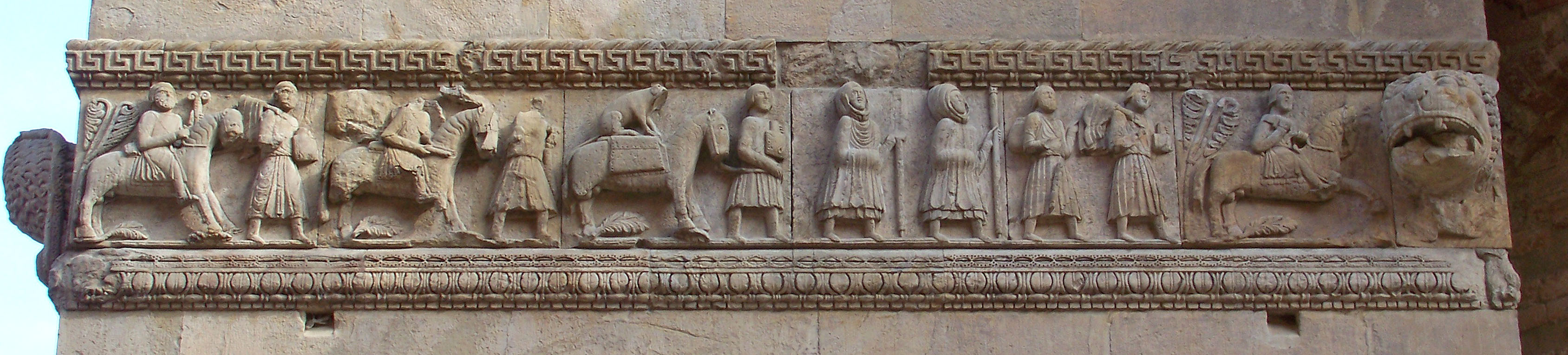
Паломники до Риму, вирізані на рельєфі, собор у Фіденці (кінець XII століття)

### Маршрут Сігеріка
Приблизно в 990 році архієпископ Сігерік здійснив подорож із Кентербері до Риму й назад, і залишив опис маршруту свого повернення з Риму, який складався з 80 етапів, у середньому близько 20 км (12 миль) на день і загалом близько 1 700 км.
Сучасні паломники з Англії слідують маршрутом Сігеріка у зворотному порядку, тобто вирушають до Риму від нульової віхи біля південного ганку Кентерберійського собору. Паспорти паломників можна отримати в музеї Біні в Кентербері або в інформаційному офісі собору. Каноніки, що базуються в Кентерберійському соборі, також можуть бути організовані для благословення паломників, які вирушають у подорож. Сучасні паломники слідують цьому маршруту, виходячи з Кентербері через церкву Святого Мартіна, яка є найстарішою церквою в Англії, яка все ще використовується як церква. Рухаючись далі, паломники отримують першу печатку у своєму паломницькому паспорті в сільській церкві Святої Марії в Патріксборні. Прямуючи до англійського узбережжя, паломники подорожують через кентські села Воменсуолд і Вуладж Грін, перш ніж прибути в Шепердсвелл, що є кінцем першого етапу (із 79 етапів). Другий етап продовжується до Дувра, а потім приєднується до старої римської дороги в Studdal біля Дувра, по якій прибувають в місто. Відтак паломники перетинають Ла-Манш до Шумерану (тепер називається Сомбрес), висаджуються в селі Вісант. Маршрут продовжується через Гіне (Жісне у Сігеріка), Теруан (Теранбур), Брюей (Бруай) і Аррас (Атера), а потім продовжить рух до Реймса, Шалон-сюр-Марна, Бар-сюр-Об, Лангра, Шамплітта, Безансона, Понтарльє, Лозанни і Сен-Моріса. З Сен-Моріса маршрут пролягає через перевал Великий Сен-Бернар до Аости, а потім до Івреї, Верчеллі, Павії, Фіденци, Понтремолі, Філаттьєри, Аулли, Луни, Лукки, Сан-Джиміньяно, Поджібонсі, Сієни, Сан-Куїрико-д'Орча, Больсени, Вітербо, Сутрі та нарешті Рима.

## Останній відрізок до портів Апулії

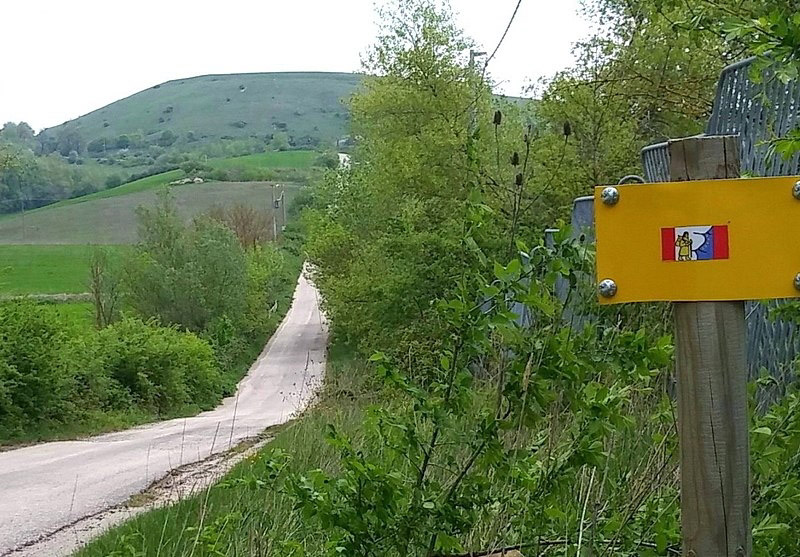
Via Francigena на Даунійських горах ; пагорб на задньому плані був місцем розташування castello di Crepacuore.

З Риму шлях пролягав довгою Аппієвою дорогою або паралельною Латинською дорогою до Беневенто. З цього міста Віа Траяна йшла вгору до Кампанських Апеннін і Даунійських гір, де стояла фортеця Кастелло ді Крепакуре (Castello di Crepacuore), яку утримували лицарі-госпітальєри, щоб гарантувати безпеку паломників уздовж гірського смуги. Таким чином, дорога досягла Трої, на високій рівнині Тавольєре-делле-Пульє (де Via Francigena засвідчена з 1024 р), а потім продовжувала до Барі, Бриндізі та Отранто, головних портів, звідки кораблі відпливали до Святої Землі .

## Сучасність
Сьогодні стародавніми слідами Сігеріка все ще йдуть паломники, які подорожують по Via Francigena пішки, верхи або на велосипеді, хоча на цьому маршруті набагато менше паломників, ніж на шляху паломників Шляху св. Якова до Сантьяго-де-Компостела в Іспанії. За оцінками, приблизно 50 000 паломників пройшли Via Francigena у 2022 році. У 2011 році Джеймс Савард-Андерсон і Максвелл Ханна пробігли весь маршрут для Water Aid. Вони пройшли маршрут без сторонньої допомоги за 58 днів.

### Проживання

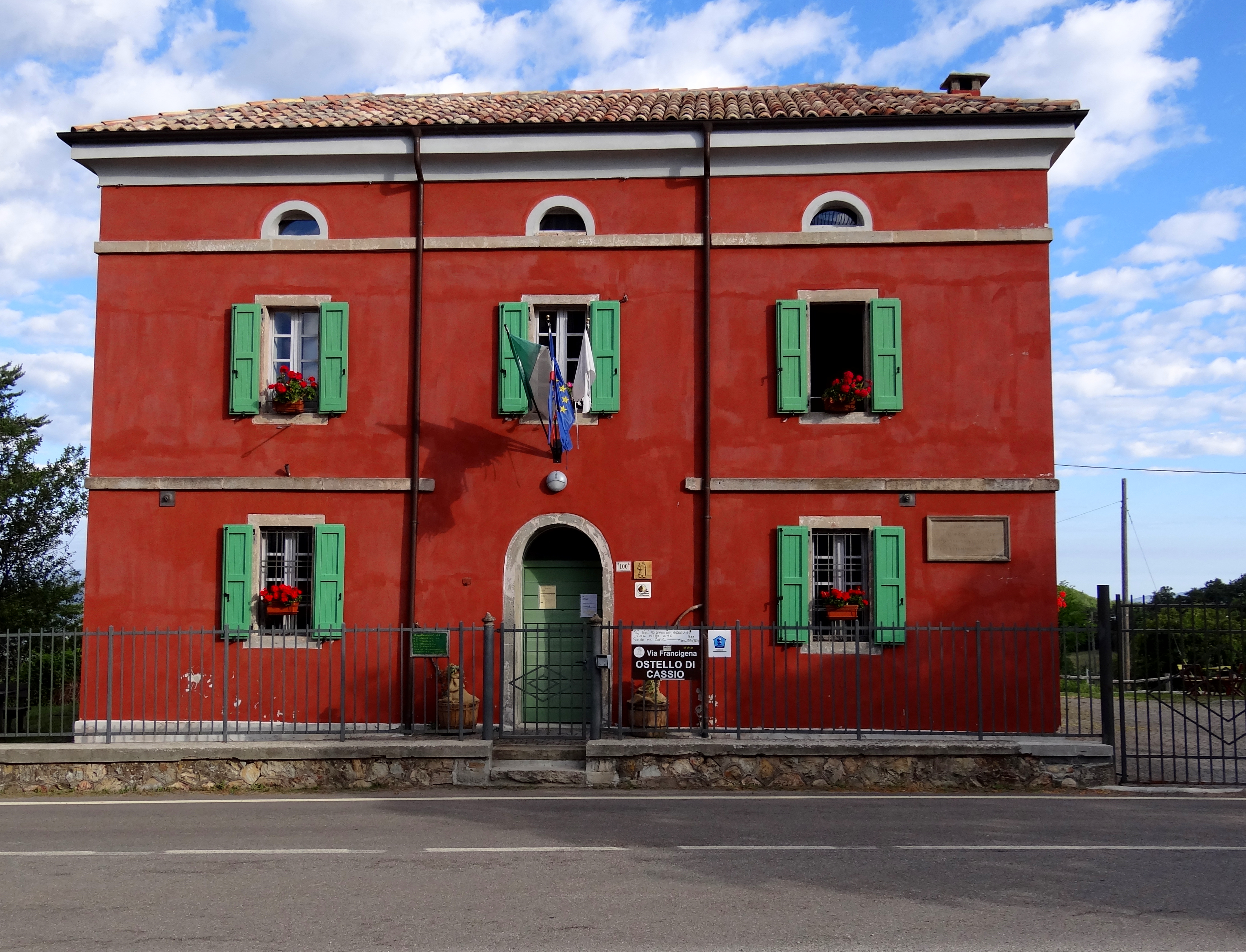
Будівля для паломників у Кассіо, Парма, Італія

Через дефіцит спеціалізованих місць для розміщення паломників уздовж Віа Франчіджена, паломники часто розташовуються табором, а не зупиняються в готелях чи пансіонатах. Проте все частіше в Італії деякі монастирі та релігійні будинки пропонують спеціальне житло для паломників. Вони називаються spedali, і, як і refugios на Шляху Святого Якова у Франції та Іспанії, вони пропонують дешеве та просте розміщення у гуртожитках. Спедалі приймають паломників, які мають дійсний credenziale (паспорт паломника), зазвичай лише на одну ніч. У деяких місцях також пропонують харчування. У Кенті місцеві церкви часто заохочують паломників до «Champ» (табору в церкві), і деякі церкви вздовж Віа Франчіджена мають контакти на своєму веб-сайті, щоб дозволити паломникам організувати це. В Інтернеті є список розміщення, який регулярно оновлюється та публікується Братством паломників до Риму.
Станом на 2016 рік старі гостьові будинки, призначені для паломників, не були відремонтовані туристичними операторами через відсутність економічної віддачі.

### Стан і шлях маршруту
Лише кілька десятиліть тому Віа Франчіджена цікавила лише науковців. Останніми роками це почало змінюватися, коли багато тих, хто пройшов Шляхом святого Якова в Іспанію, захотіли здійснити піше паломництво також і до Рима. В Італії це породило мережу любителів Via Francigena, які почали маркувати фарбою її шляхи та стежки. До цих людей приєдналися релігійні та місцеві урядові установи, які також намагалися відновити початковий маршрут. Там, де це можливо, сьогоднішній маршрут слідує стародавньому, але іноді він відхиляється від історичного шляху на користь мальовничих стежок і доріг з низьким рухом транспорту. Потенціал Via Francigena для туристичного бізнесу в Італії було загальновизнано, але це також призвело до того, що дехто намагався отримати несправедливу економічну вигоду, відхиляючи шлях так, щоб він проходив поруч із їхнім бізнесом, таким чином збільшуючи кількість відвідувачів.

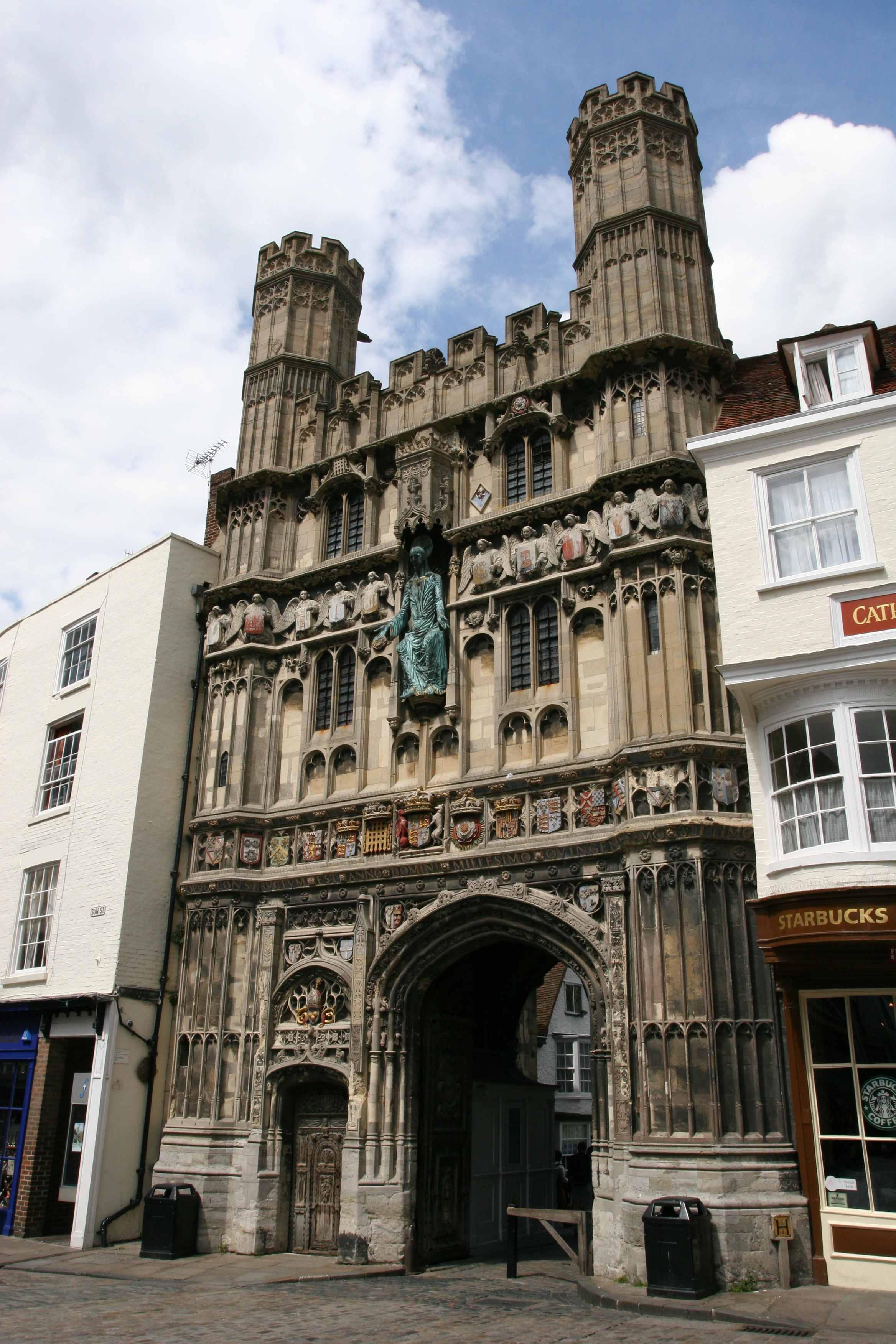
Паломники, які прямують до Риму, відправляються з Кентерберійського собору від воріт Крайст-Черч.

В Англії Via Francigena починається біля південного ганка Кентерберійського собору, де знаходиться нульова віха маршруту. Маршрут проходить через частину графства Кент, від Кентербері до поромів у Дуврі.
У Франції Via Francigena (від Grande Randonnée позначено як GR145) проходить через регіони Верхня Франція, Гранд-Ест і Бургундія-Франш-Конте перш ніж досягти кордону зі Швейцарією.
У Швейцарії Via Francigena (з позначенням маршруту «70») проходить через кантони Во та Вале .
В Італії Via Francigena проходить через регіони Валле-д'Аоста, П'ємонт, Ломбардія, Емілія-Романья, Тоскана і, нарешті, долає приблизно половину Лаціо до Риму.
Піші мандрівники можуть обрати прогулянку вздовж велосипедного маршруту EuroVelo EV5, який носить назву «Via Francigena». Однак цей маршрут EuroVelo суттєво відрізняється від маршруту Сігеріка та маршруту, запропонованого асоціацією Via Francigena.
У 1994 році Via Francigena була визначена Культурним маршрутом, а в 2004 році — Головним культурним маршрутом.
У листопаді 2009 року уряд Італії запустив проект відновлення італійської частини. Мета плану полягає в тому, щоб відновити весь маршрут (розрізнені частини якого вже позначені) «не лише в духовному та релігійному плані, але також з точки зору навколишнього середовища, архітектури, культури, історії, вина, кухні та спорту». Ініціативу просував регіон Тоскана, по якому проходить біля 400 км. маршруту і який представив план із детальним описом інфраструктури з низьким впливом на навколишнє середовище, яку необхідно створити. План буде передано іншим місцевим органам влади, розташованим уздовж маршруту, як заохочення до проведення аналогічних відновлювальних робіт. Тоскана також оголосила про співпрацю з Opera Romana Pellegrinaggi (ORP), організацією Ватикану для заохочення паломництв.
Останній відрізок, від Рима до апулійських портів посадки для Єрусалиму, було перейменовано на Via Francigena nel Sud (італійською «Віа Франчіджена на півдні (Італія)») або Vie Francigene del Sud («Віа Франчіджена на південь»).

## Галерея

Етапи вздовж Via Francigena
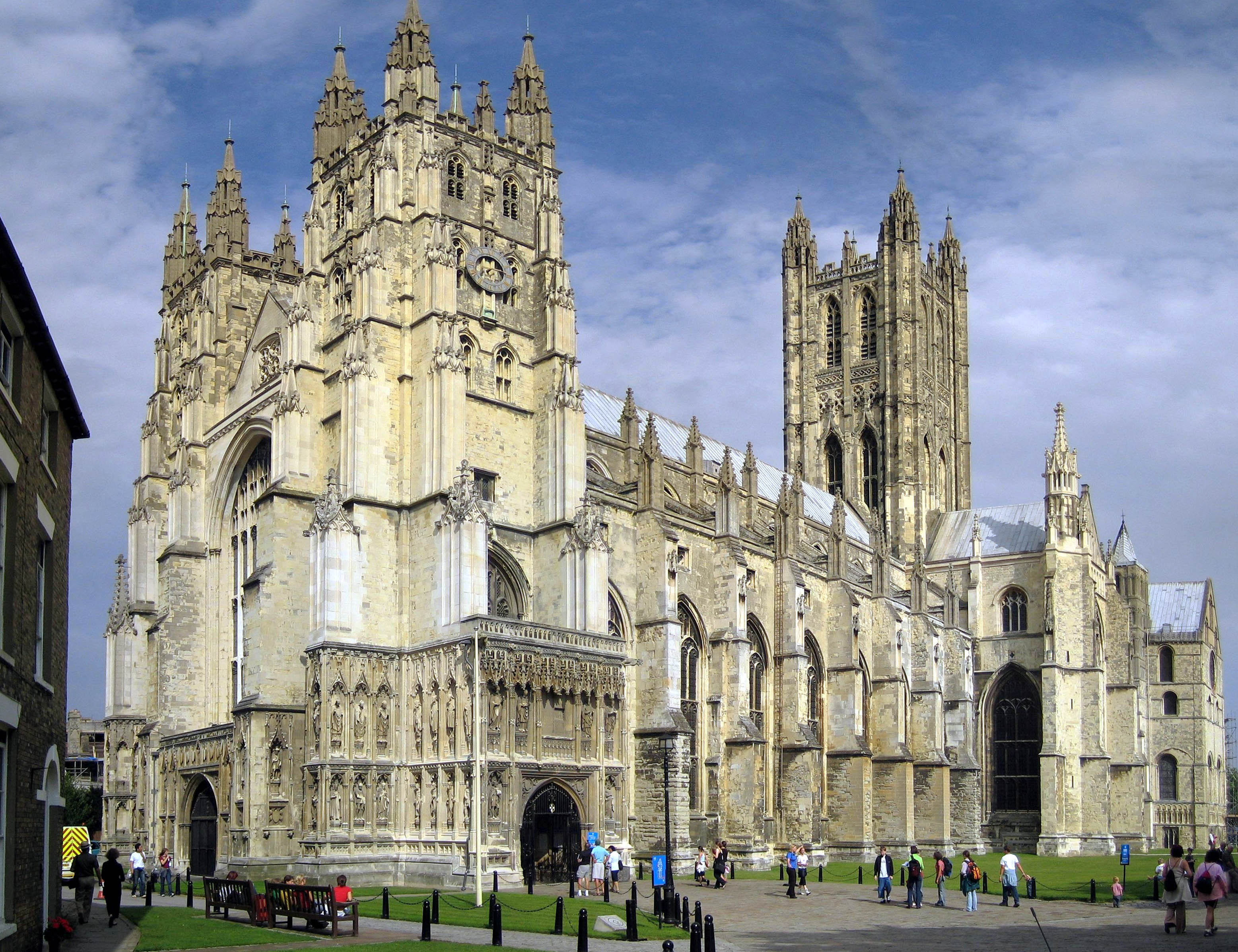
Кентерберійський собор, початкова точка Via Francigena
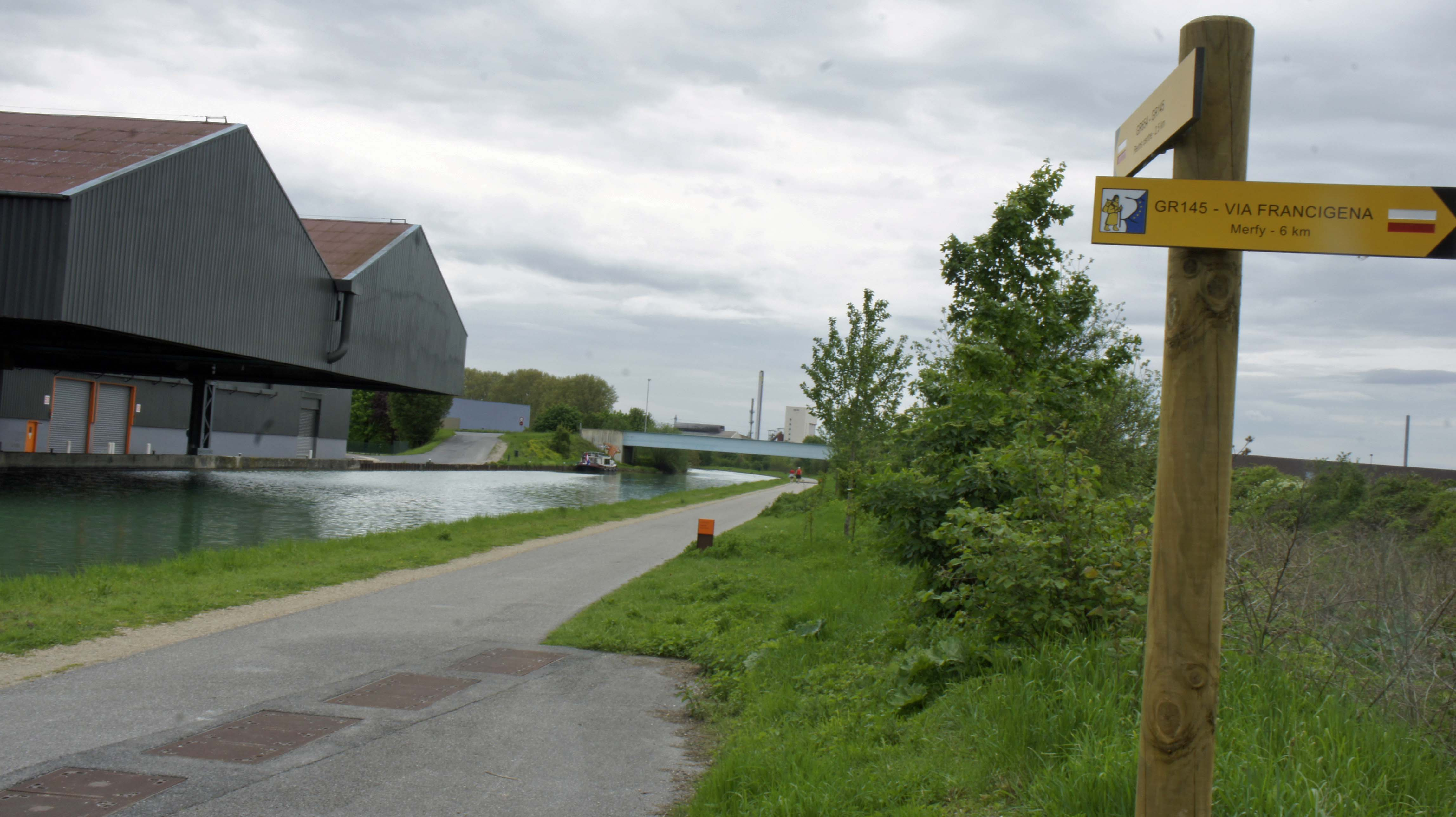
Перехрестя Via Francigena (у Франції позначена як Grande Randonnée route GR145) і GR654 у департаменті Марна, північна Франція
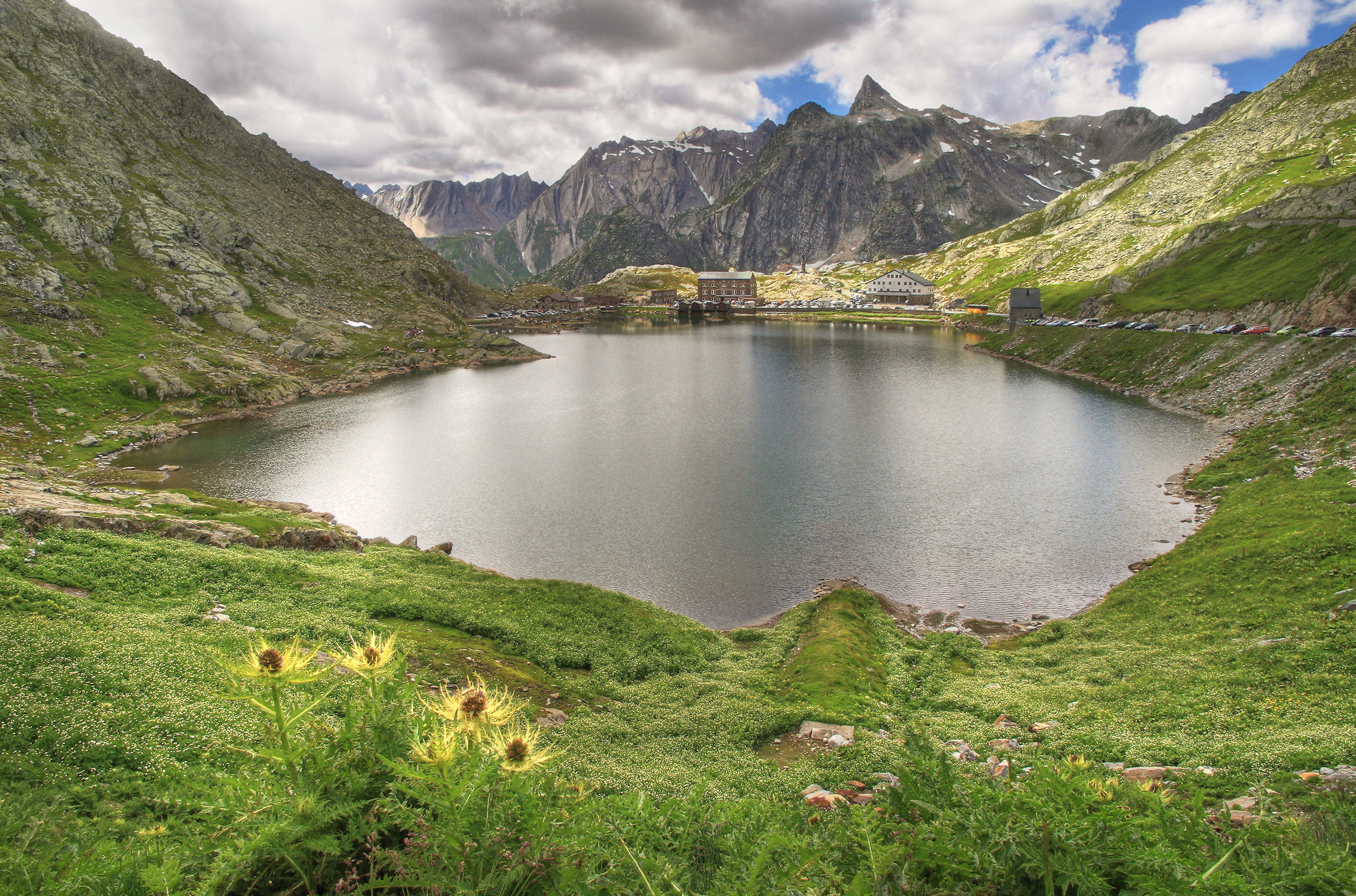
Перевал Великий Сен-Бернар влітку
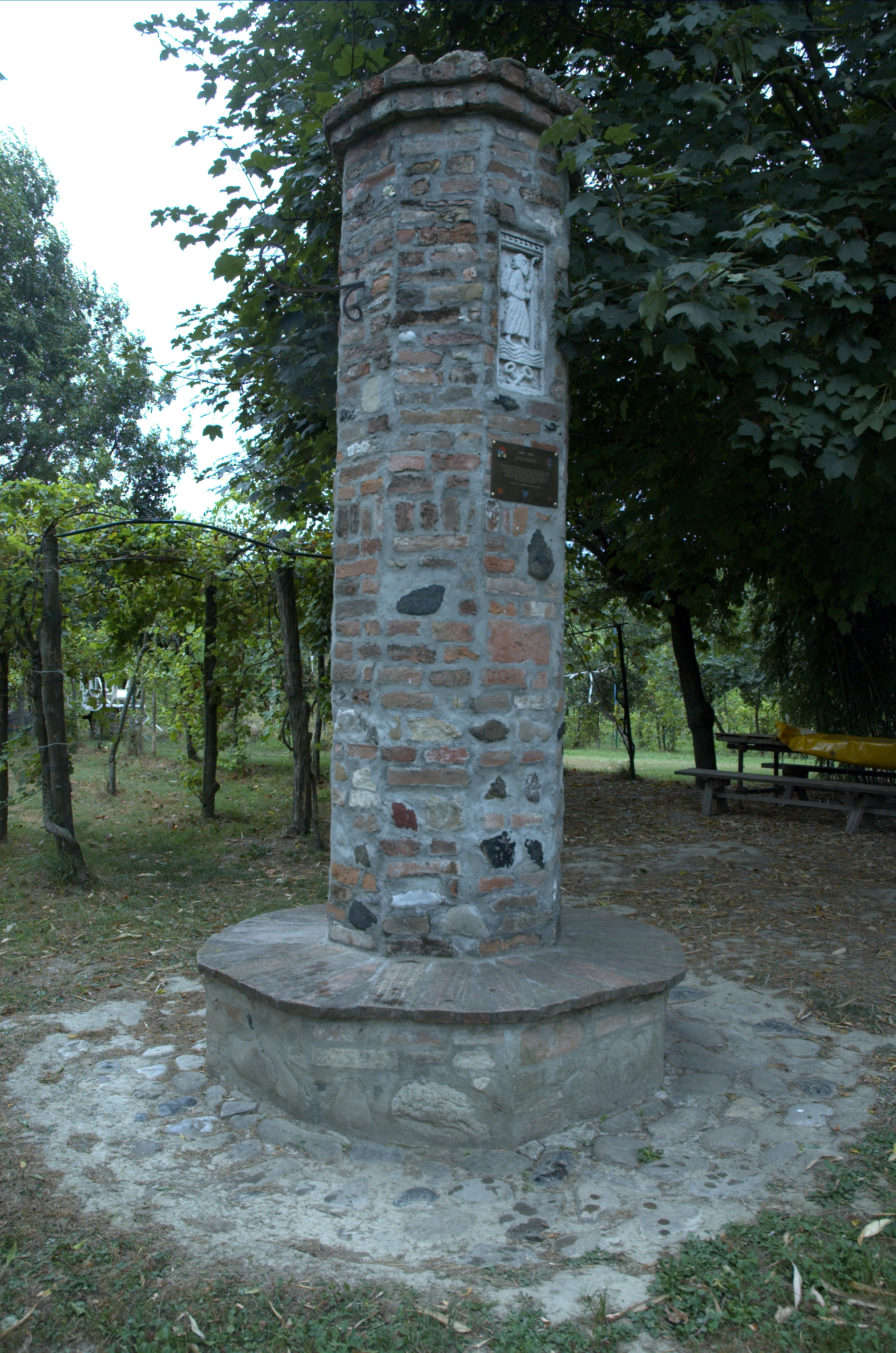
Колона, побудована компанією Compagnia di Sigerico в Сопраріво, Календаско. Ідентична  стоїть у селі Корте Сант'Андреа, Ломбардія.
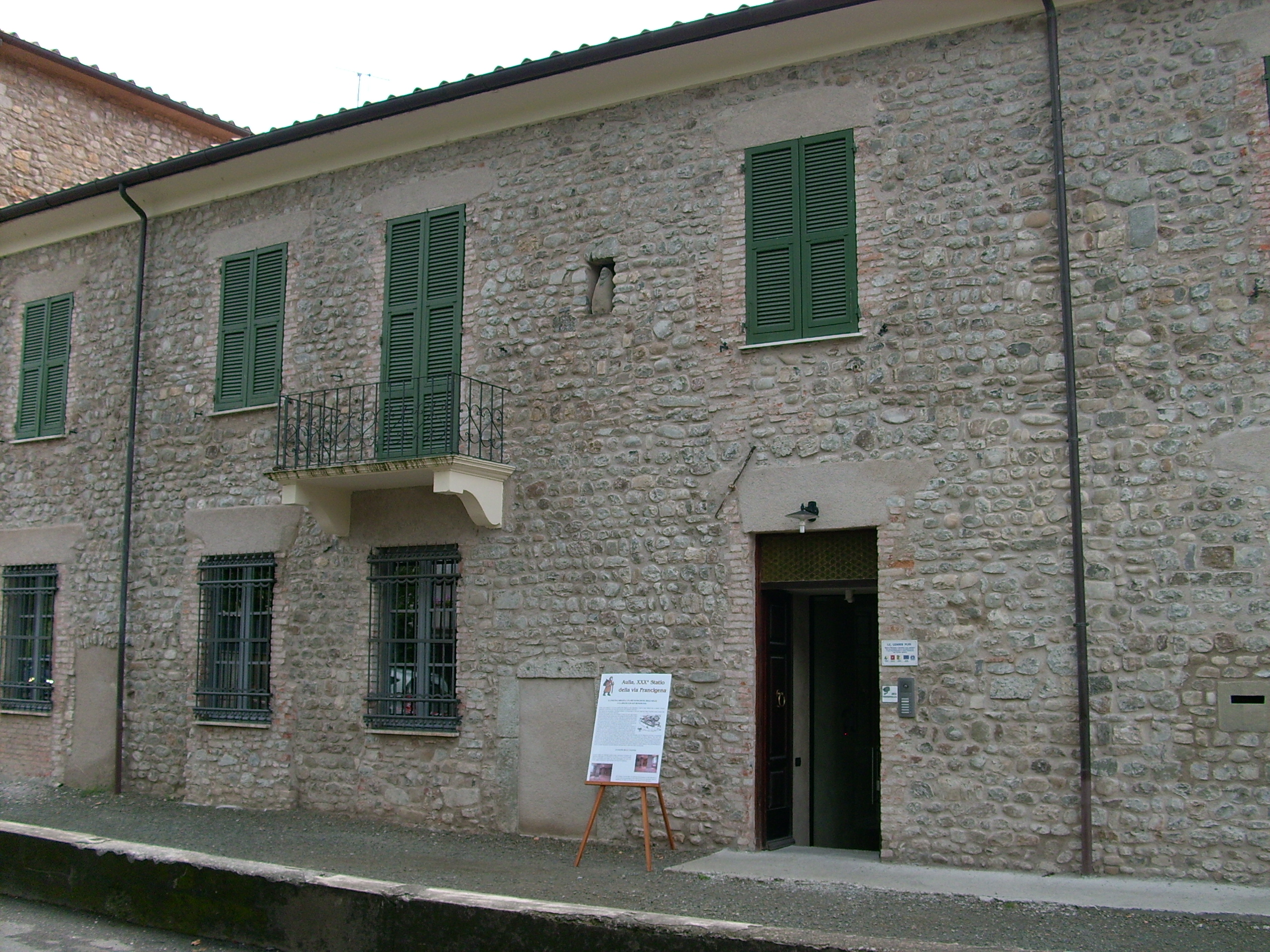
Станція Sigeric № XXX в Ауллі, Тоскана
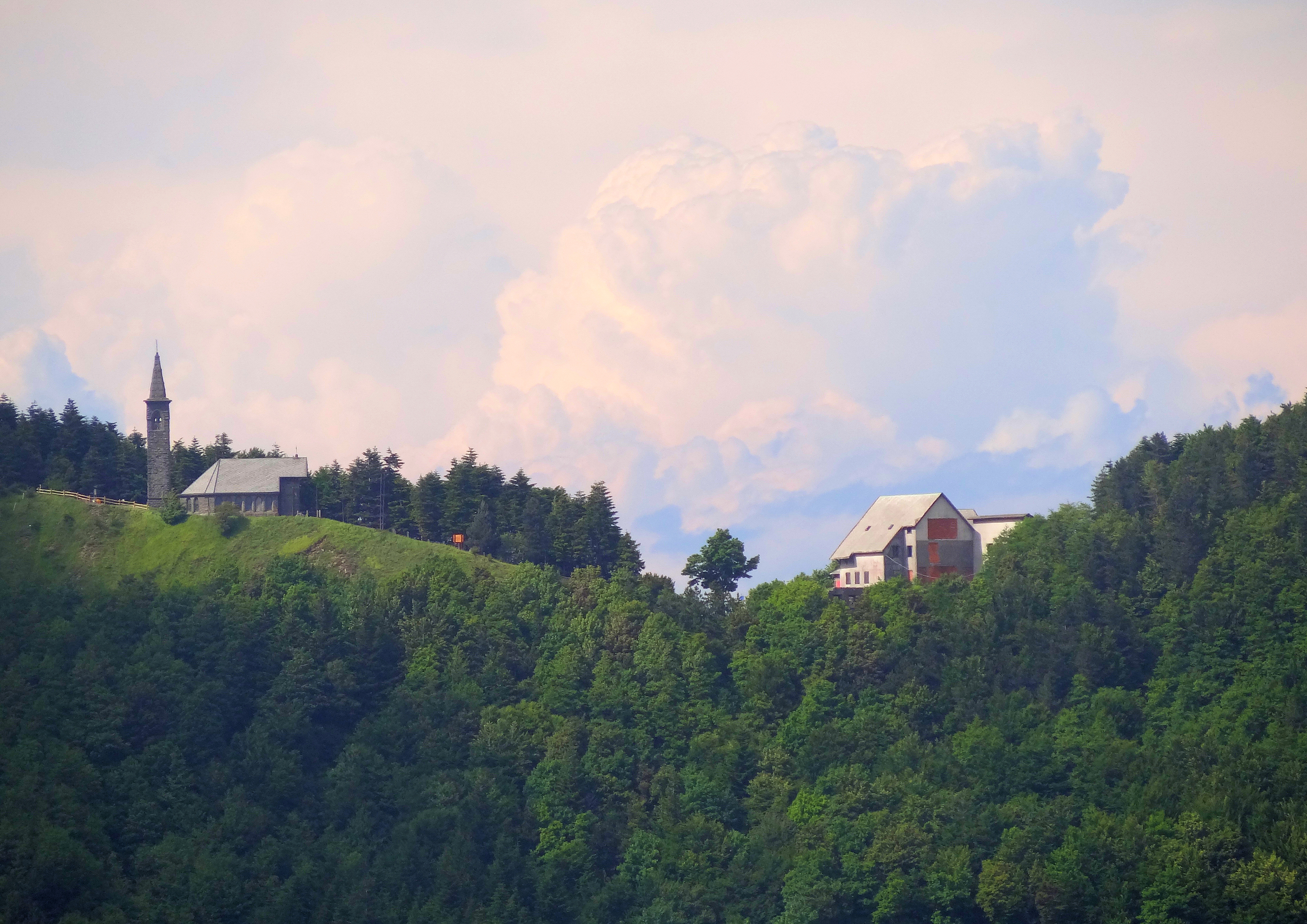
Перевал Сіза між Тосканою та Емілією-Романьєю
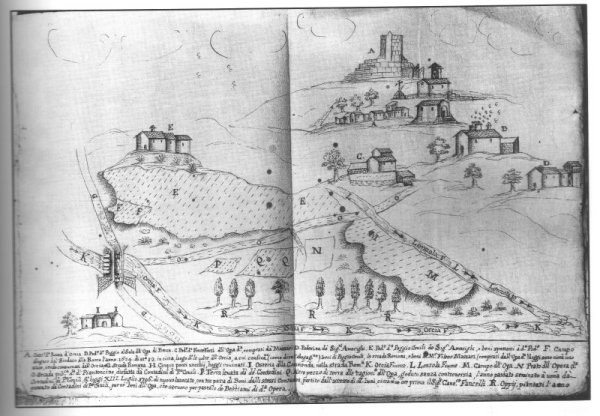
Середньовічний італійський рукопис із зображенням замку Тентеннано на Віа Франчіджена
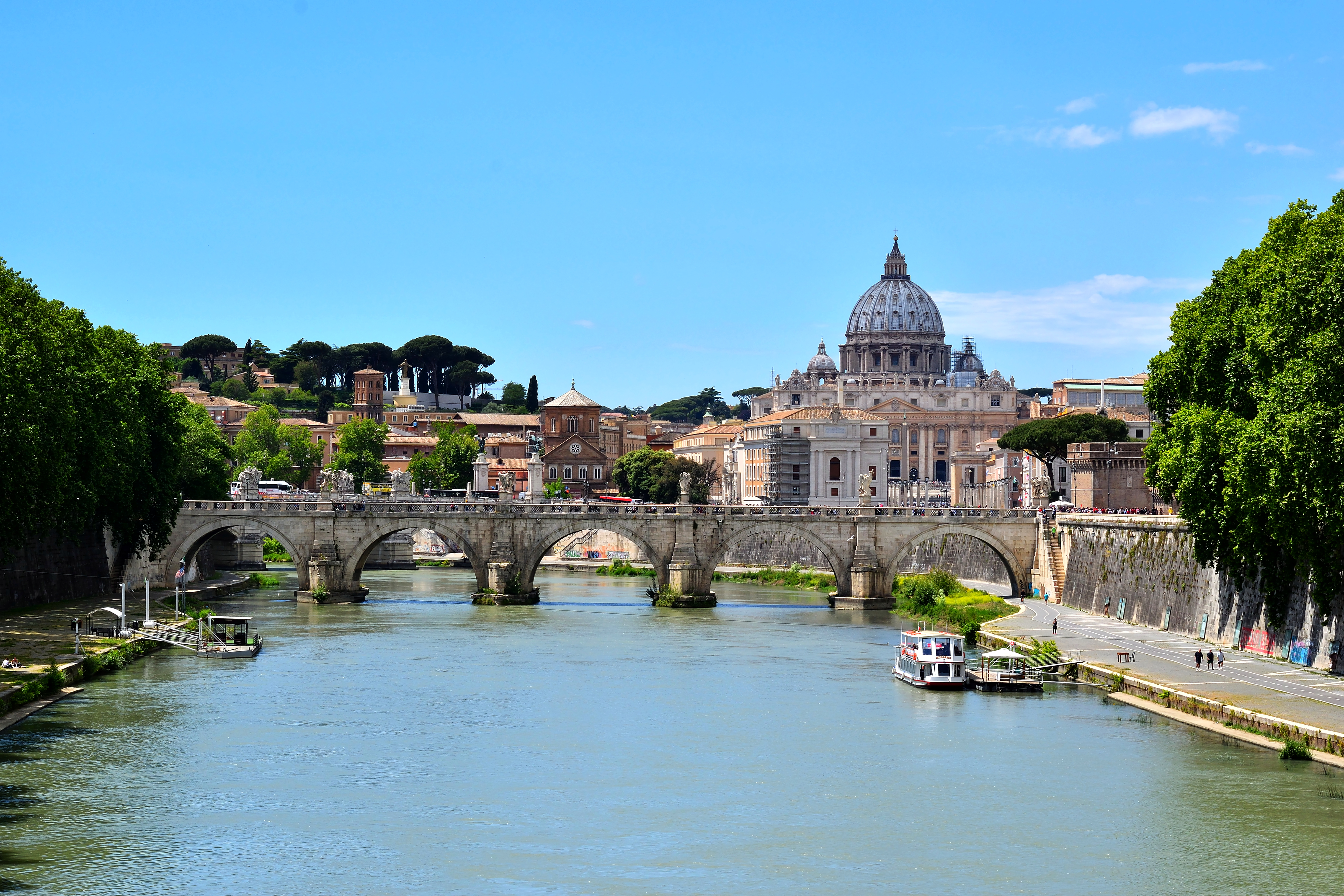
Базиліка Святого Петра у Ватикані в Римі зберігає один із пунктів паломництва – могилу Святого Апостола Петра.
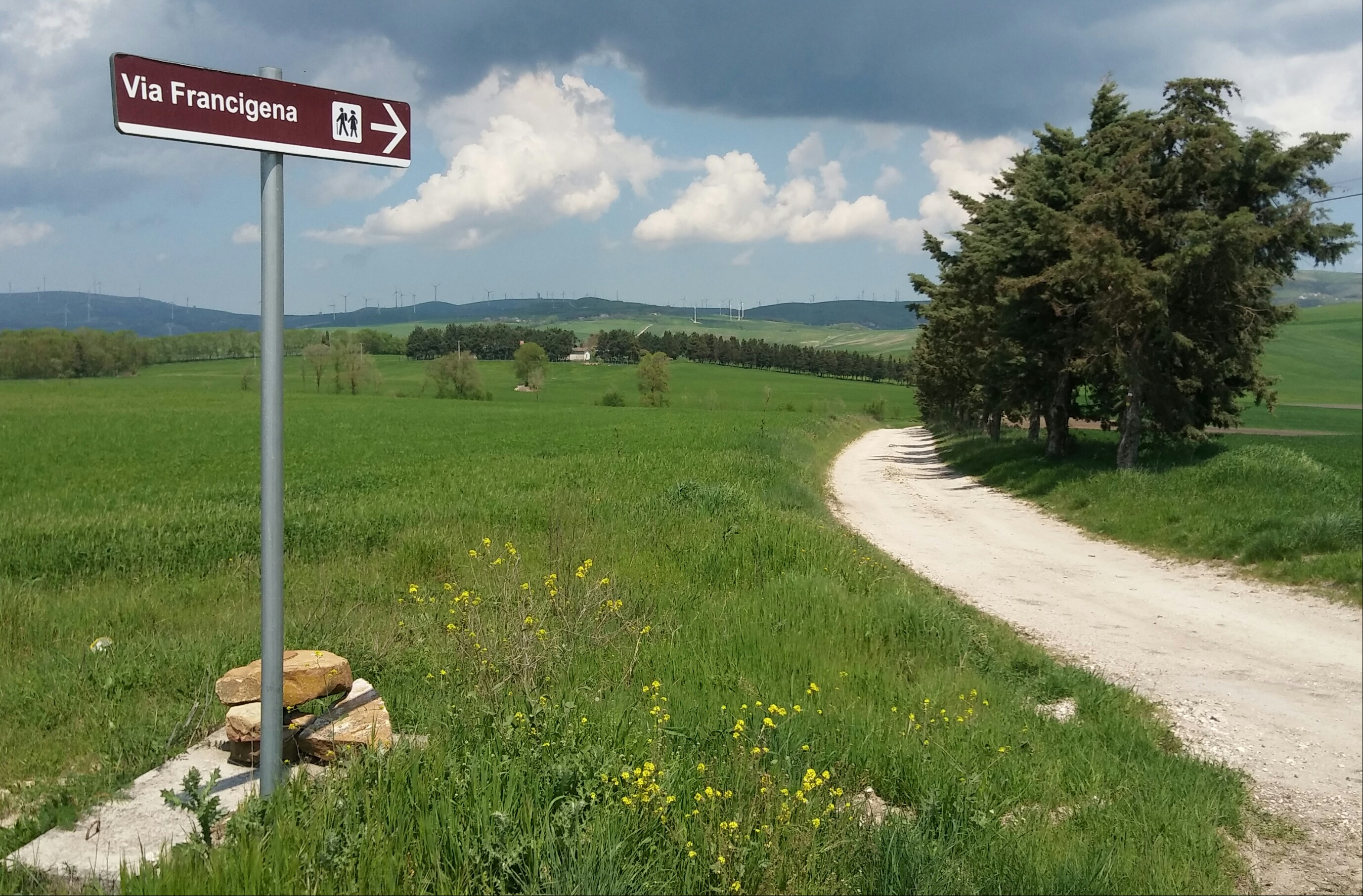
Via Francigena вздовж південних Апеннін, біля Аріано Ірпіно, на кінцевому маршруті, що з’єднує Рим і апулійські порти посадки до Святої Землі
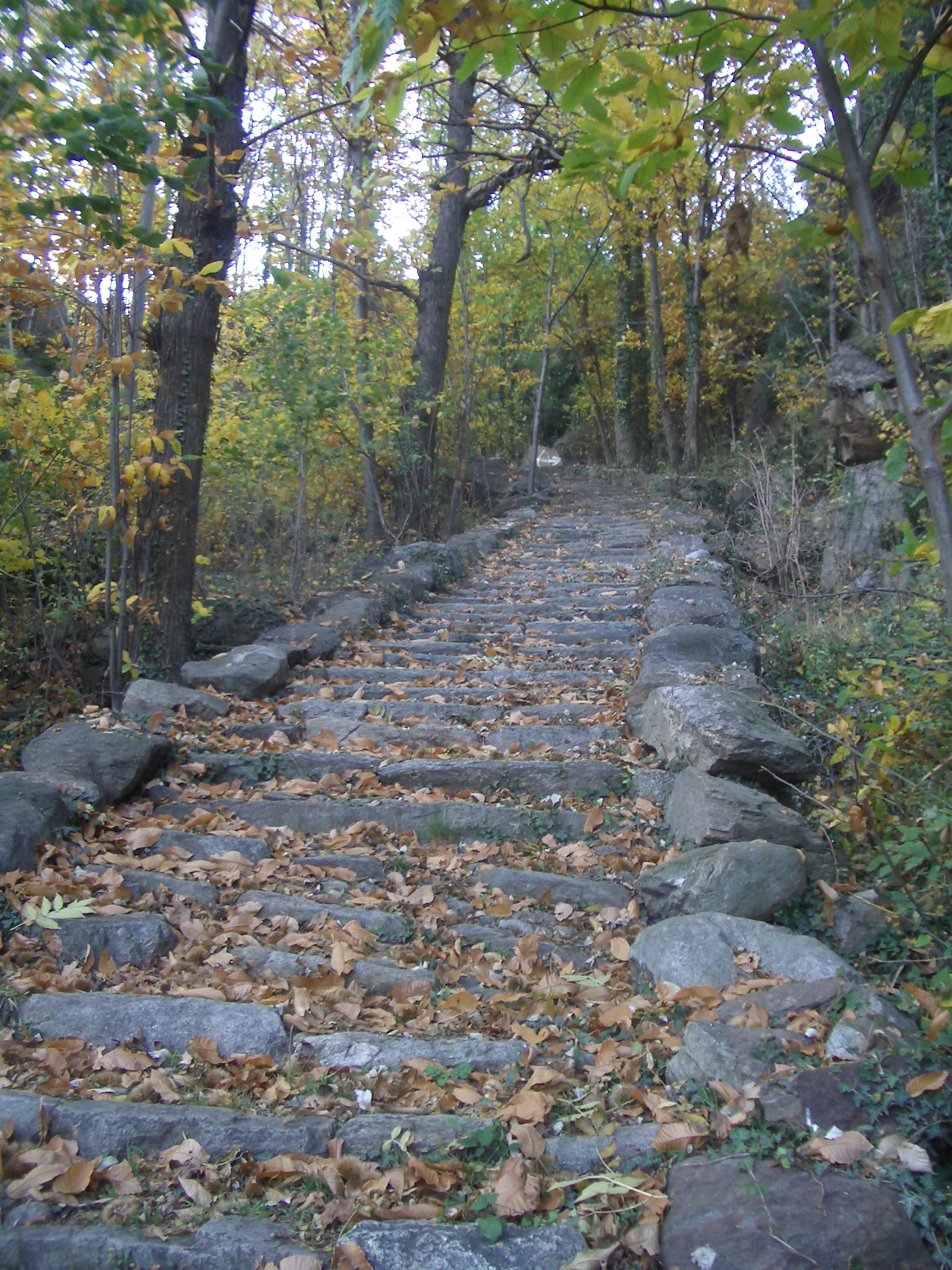
Крута ділянка Віа Франчіджена в Сеттімо Віттоне, П’ємонт

### Через асоціації Francigena
- (ісп.) Asociación de la vía Francígena en España
- Association Internationale Via Francigena Active since 1997 promoting cultural and tourist awareness of the Via Francigena to Roma
- Confraternity of Pilgrims to Rome United Kingdom pilgrim association providing information on the Via Francigena
- European Association of Vie Francigene Information on the route through Italy
- (нід.) Dutch Association Dutch Association of pilgrims walking or cycling to Rome
- Via Francigena Association in Switzerland
- (нім.) EUROVIA Austrian pilgrim Association supporting pilgrims to Rome (German/English/Italian)
- Camminando sulla Via Francigena. The Italian Community of pilgrims 3.0 (choose your language)

### Супутні маршрути
- (італ.) La Francigena in Garfagnana Route between Aulla and Lucca through the Garfagnana in Italy (in Italian)
- Via Francigena di San Francesco Route from Roma to Rieti
- (італ.) Via Francigena Appia Pedemontana Route from Roma to Formia